# ホンダ・CBR1000RR
CBR1000RR(シービーアールせんアールアール)は本田技研工業が生産、販売を行っていたオートバイ(大型自動二輪車)である。なおこの項で2020年から製造が開始された後継のCBR1000RR-R FIREBLADE(SC82)についても解説する。CBR1000RRの輸出モデル(北米モデルを除く)及びSC82(輸出・国内仕様問わず)にはFireblade(ファイヤーブレード)のペットネームが与えられている。

## 概要
CBR1000RRはCBR954RR FireBladeの後継車として2004年4月20日に発売された。“Racing DNAのきらめく結晶”というコンセプトのスーパースポーツモデルで、各所にHRCのロードレース世界選手権用ワークスマシンのRC211V開発で培われたテクノロジーを取り入れており、リヤサスペンションのユニットプロリンクや、市販車で初採用となる電子制御方式の油圧式ロータリーダンパーのHESD(Honda Electric Steering Damper)など、数多くの技術が取り入れられた。外観もRC211Vのデザインを踏襲し、左右独立型のヘッドライトややシートカウル後端に排出口がレイアウトされるセンターアップ式マフラーが採用し重心を中央部に設定したことで、より安定した走行性能と力強いリアビューを実現している。新たに採用したPGM-DSFIは、回転数が3,000rpm以上でスロットル開度が4分の1以上開けた場合に2つ目のインジェクターが作動する、デュアル・シーケンシャル・フューエル・インジェクションシステムを採用。さらに、ラムエアシステムを新たに採用を行い走行風を取り入れる吸入部にフラップを装備、開閉をECUで制御することで速度に応じて最適な空気量を取り入れ、中高速域での高い出力特性と俊敏なスロットルレスポンスを実現している。ユニットプロリンクリアサスペンションは、ショックユニットがメインフレームにマウント構造により、サスペンションから伝わるメインフレーム上部への衝撃を減少しフレーム側にリアサスペンションを支持する構造体が不要となり、旋回に最適な剛性と軽量化を実現。これにより、路面状況による車体の挙動が低減し、操縦安定性が向上している。フロントブレーキにトキコ製のラジアルマウントキャリパー、リアブレーキは先代のCBR954RRと同様にNISSINのキャリパーを採用した。電子制御方式のステアリングダンパーはカヤバ工業との共同開発。CBR954RRに採用されていたピボットレスフレームはユニットプロリンク方式のスイングアームに変更。CBR954RRの170kgに対し181kgと車体乾燥重量は10kg以上増加した。
Firebladeのペットネームについては、CBR900RRシリーズを初代から担当開発していた馬場忠雄上席研究員がホンダを定年退社。このモデルからCB1300 SUPER FOURやCBR600RRの開発を担当した福永主任研究員に引き継がれ、それを受けて以前の馬場忠雄が担当したFireBladeと区別するためにFirebladeへと変更がなされた。

## モデル一覧

### 初代(SC57)

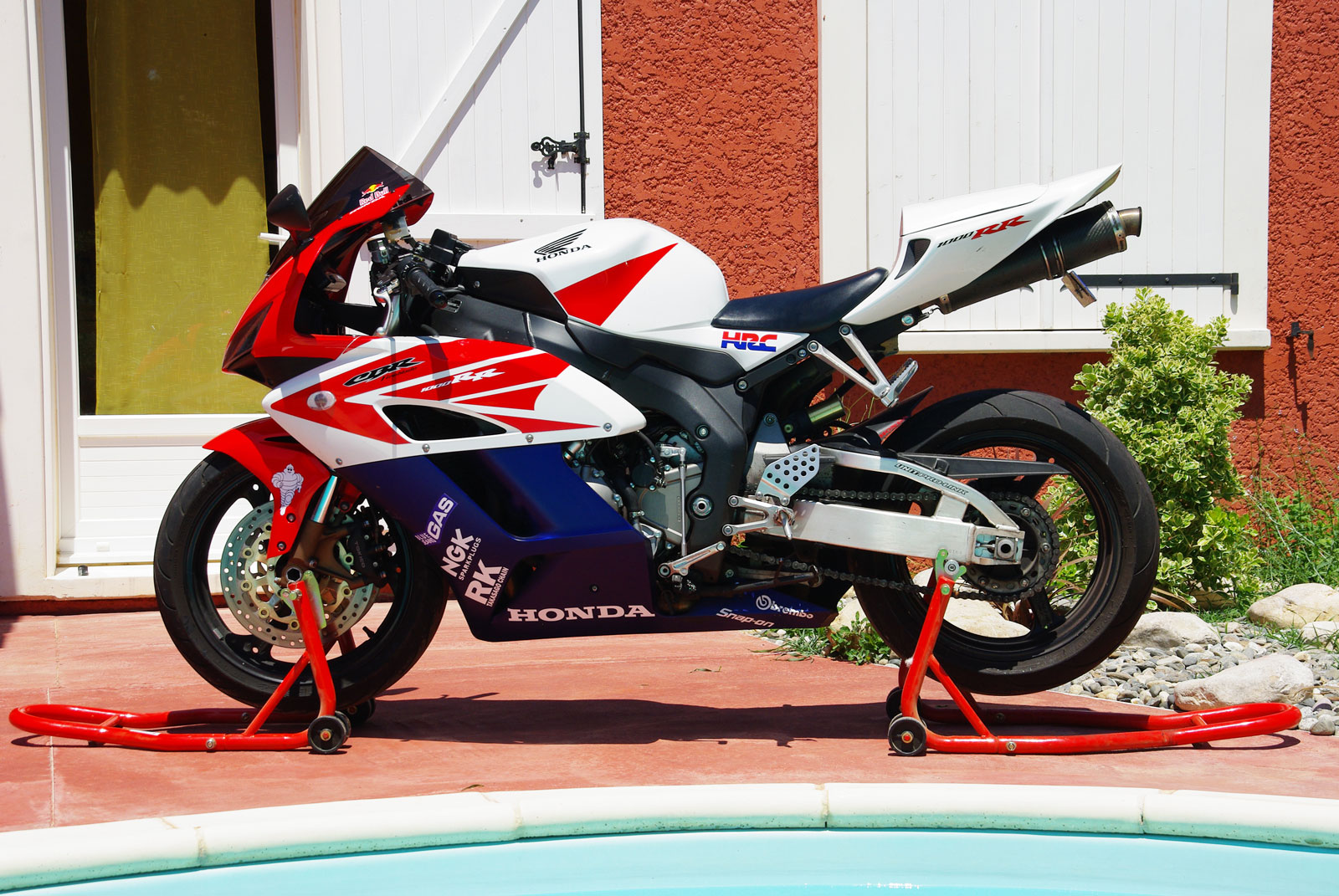
パールフェイドレスホワイト(2004年モデル)

2004年発表 - 3月31日にCBR954RR FireBladeの後継モデルとして以下のカラーバリエーションで発売された。
- ██ウイニングレッド
- ██フォースシルバーメタリック
- ███パールフェイドレスホワイト

2005年仕様 - マイナーモデルチェンジによりMotoGPワークスチームレプソルホンダのRC211Vと同一仕様色が限定車として発売され、カラーバリエーションが以下のように改められた。ハザードランプを仕様国により標準装備した。
- ██CBR1000RR Special Edition(レプソル・ホンダカラー)
- ██ウイニングレッド
- ███パールフェイドレスホワイト
- ██キャンディタヒチアンブルー

### 2代目(SC57)
2006年に初のモデルチェンジを行い、下記の改良によって輸出用モデルで3kg、日本仕様モデルで4kgの軽量化が行われた。
- サイレンサー本体の軽量化、デザインの変更
- カセットトランスミッションの加速側の3-6速を逆テーパードッグ化
- シフトチェンジドラムの軽量化
- フレームのヘッドパイプ位置変更と専用部品化によるキャスター角、トレール量の変更
- フロントブレーキディスクの大径化(310mm→320mm) および肉薄化(5.0mm→4.5mm)
- フロントブレーキマスターシリンダーのオイルカップの形状変更 および素材をプラスチックに変更
- リアブレーキキャリパーのピストン径を変更(38mm→30mm) およびマスターシリンダーの径を変更(15.8mm→14.0mm)
- リアホイールダンパーの材質を変更(ウレタン→ラバー)
- アルミシートレール形状の変更、および軽量化
- カムシャフトの材質を変更、および形状変化によりバルブリフト量を増加
- レブリミットの延長
- ラジエータの小型、高密度化とラジエータホースの変更
- AGCカバーのマグネシウム化など車体全体の軽量化
- ECU(電子制御ユニット)の小型化及び軽量化の実施と燃調マップ並びに搭載位置の変更(右サイドからエアクリーナー上部へ移動)
- カウル形状の変更
- メーターパネルのデザインを変更
- スモーククリアレンズのウィンカーを採用
- フロントブレーキキャリパーサポートの色を茶色から黒に変更

#### 遍歴

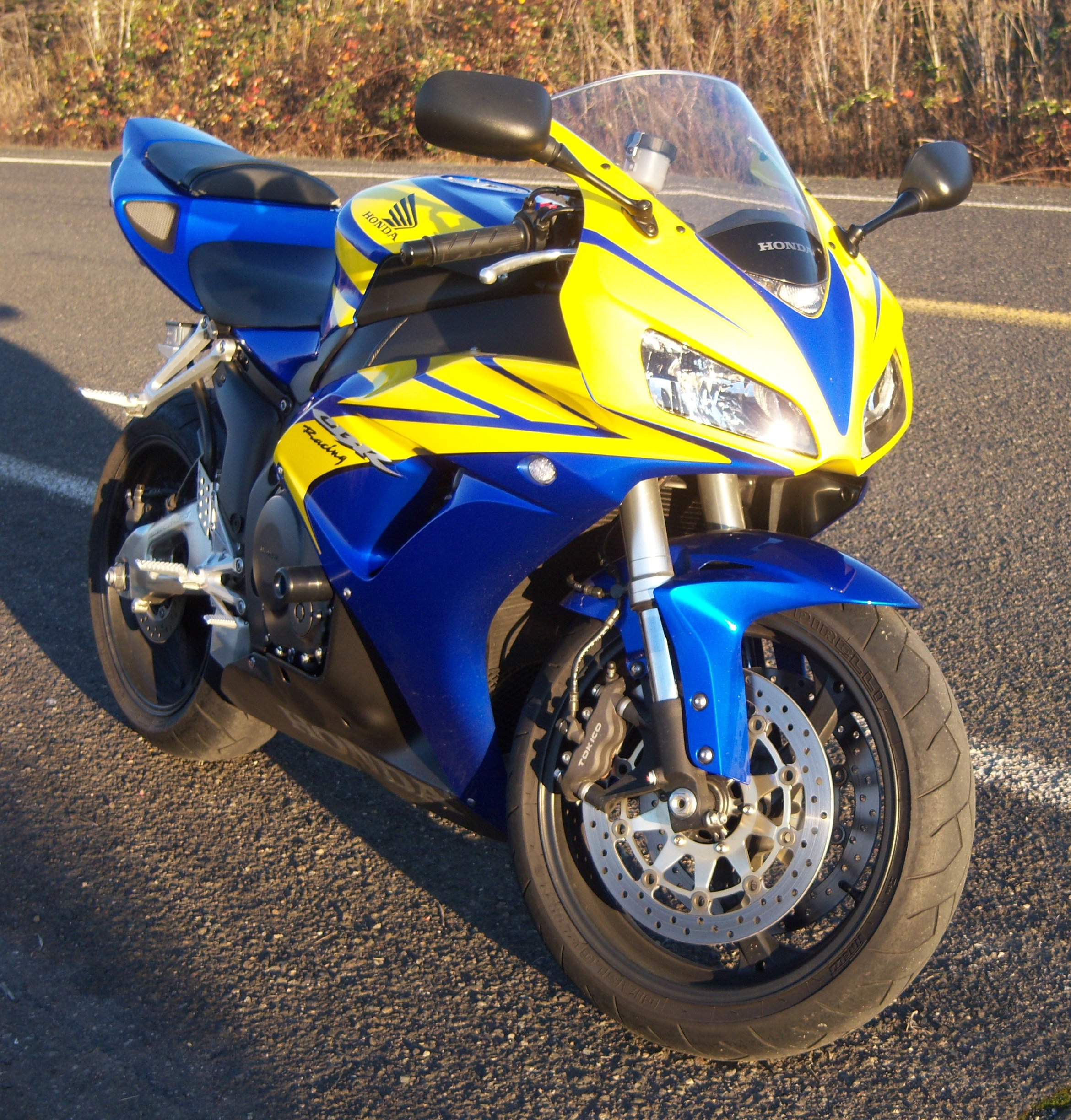
2006年、キャンディーフェニックスブルー（ウィングパターン）

2006年仕様 - モデルチェンジを行い、以下のカラーバリエーションで発売された。
- ██グラファイトブラック
- ██ウイニングレッド
- ██キャンディーフェニックスブルー(ウィングパターン)
- ██ウイニングレッド(ウィングパターン)

2007年仕様 - 2006年11月13日に2007年仕様としてトリコロール塗装の受注限定仕様が発売され、カラーバリエーションが以下のように改められた。また、MotoGPにおけるニッキーヘイデンのライダータイトル、およびホンダのコンストラクターズタイトル獲得を祝して2007年2月21日には900台の生産台数限定でレプソルカラーの受注期間限定仕様が発売された。
2007年生産車はインナーローターがゴールドからブラックに変更されスイングアームの表面処理も発売初期から続いたアルミ地金そのままのシルバーからブラック塗装になっている。
- ██パールフェイドレスホワイト(限定仕様)
- ██ウイニングレッド
- ██ウイニングレッド(ウイングパターン)
- ██デジタルシルバーメタリック
- ██グラファイトブラック(ウイングパターン・輸出仕様限定)
- ██デジタルシルバーメタリック(ウイングパターン・輸出仕様限定)
- ██レプソルカラー(受注期間限定仕様)

### 3代目(SC59)
2007年10月1日に、2008年型モデルとしてフルモデルチェンジが行われた。エンジンと車体をすべて新設計として約6kgの軽量化が行われた。外観意匠はカウリングが小型化され、フロントウインカーとポジションランプがミラー内蔵式に変更された。マフラーはセンターアップ1本出しタイプからショートタイプの右側1本出しサイドマフラーへ変更され、これに伴いスイングアームが延長されガルアームタイプが採用された。クラッチは従来の油圧式からワイヤー式に変更されて、アシスト付スリッパークラッチが採用された。
発表当初は輸出仕様のみ生産されていたが日本仕様も2008年7月11日に発売され、9月5日に追加色としてトリコロール塗装の物も発売された。2009年2月17日にはホンダのスーパースポーツモデルとしては初となる電子制御式コンバインドアンチロック・ブレーキ・システムを装備したCBR1000RR＜ABS＞が追加発売された。
また今モデルの開発キーワードは「オール・ザ・ベスト・イン・スーパースポーツ」とされた。

#### 遍歴
2008年仕様 - フルモデルチェンジを行い、以下のカラーバリエーションで発売された。また、2008年12月4日には2008年12月4日から2009年1月13日の受注期間限定でレプソルカラーが500台限定で発売された。
- ███トリコロール
- ██パールサンビームホワイト
- ██キャンディーグローリーレッド
- ██グラファイトブラック
- ██レプソルカラー(受注期間限定カラー)

2009年仕様 - スーパースポーツ用電子制御式コンバインドABSを搭載したABS仕様を発売するとともに、カラーバリエーションが以下のように改められた。またABSモデルは前・後のブレーキキャリパーにはブロンズカラーを採用している。
- ██パールサンビームホワイト
- ██キャンディーグローリーレッド
- ██トリコロール
- ██パールセイレンブルー(ABS限定)

2010年仕様 - 走行中のトルク変動緩和を目的としてフライホイール大径化やクランクシャフト高剛性化、走行時多用される回転域において、スロットルコントロール性能を向上するなどの改良を行うとともに、カラーバリエーションが以下のように改められた。
- ██グラファイトブラックxパールサンビームホワイト
- ██グラファイトブラック
- ███パールサンビームホワイト(トリコロール)

2011年仕様 - カラーバリエーションが以下のように改められた。
- ██グラファイトブラック
- ███パールスペンサーブルー(トリコロール)

### 4代目(SC59)
2011年9月23日に4代目となるCBR1000RRを発表し、12月15日より発売した。大きな変更点としてサスペンションがビックピストンフロントフォークとバランスフリーリアサスペンションになり、ホイールが3本スポークタイプから12本スポークタイプに換装されている。ヘッドライトは直線的な意匠となり、インストルメントパネルは液晶メーターに変更されタコメーターがバータイプとなり、シフトポジションインジケーターがこのモデルで初めて標準装備された。ショートタイプマフラー、ウインカー内蔵型ミラーは踏襲された。

#### 遍歴
2012年仕様 - モデルチェンジを行い、前後サスペンションに新機構が採用されるとともに、以下のカラーバリエーションで発売された。なお、今回のモデルは1992年の初代CBR900RR FireBladeの発表から20周年にあたり、20thアニバーサリーのステッカーが貼付される。
- ██ヴィクトリーレッド
- ██パールサンビームホワイト

2013年仕様 - カラーバリエーションが以下のように改められた。また、2012年11月12日から2013年1月7日の受注期間限定でレプソルカラーが発売された。
- ██ロスホワイト
- ██グラファイトブラック
- ██レプソルカラー(受注期間限定カラー)

### 5代目(SC77)

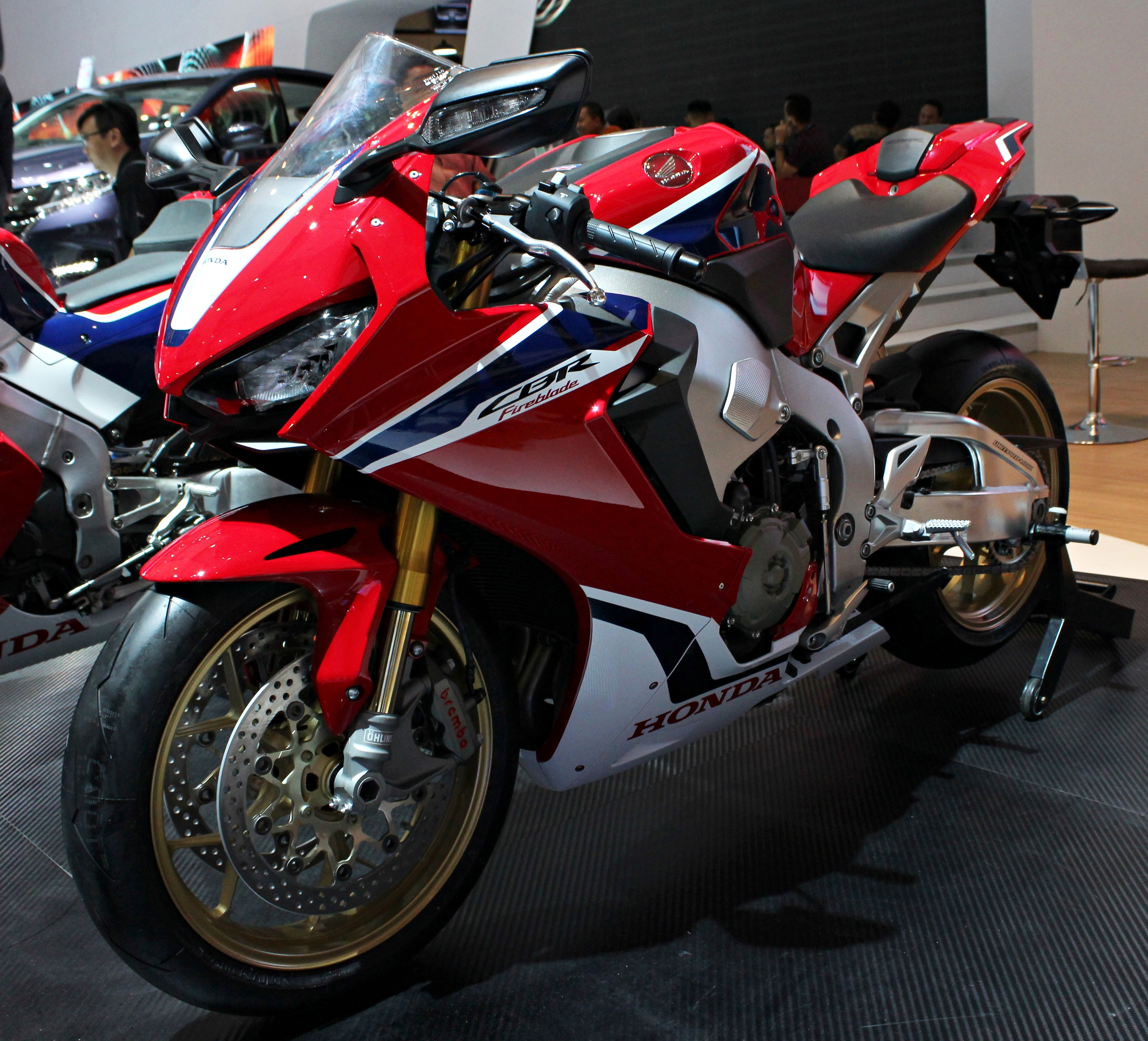
SP ver.

2016年10月のインターモトにおいて欧州仕様のCBR1000RR Fireblade SP/SP2が先行公開され、同年11月のミラノショーで通常モデル(STD)が公開されたのち、2017年3月17日より日本国内仕様が発売された。なお国内仕様は通常モデル(STD)とSPのラインアップとなる。なおSP2は限定生産モデルである。
このモデルより、平成28年排出ガス規制および平成26年・平成28年騒音規制による欧州との規制共通化により、日本国内仕様もエンジンスペックは欧州仕様とほぼ同一になった。
車体は全面刷新により軽量化されスタイルも変更されたが、内容としてはSC59のマイナーチェンジといった変更となっている。
フレームとエンジンは完全新規設計ではなく、SC59をベースに改良程度に留めた。ピストンリングの表面処理をDLC(ダイヤモンドライクカーボン)とすることで混合気のシール性向上を図ったほか、シリンダーヘッドやバルブタイミング・リフト量が変更されパワーが向上した。クランクケースの左側カバー(ジェネレータカバー)とオイルパンをアルミからマグネシウムに変更され軽量化を図った。しかし同時期の他社ライバル車のモデルチェンジと比較すると、全体の内容としてはフルモデルチェンジとは言い難く、少々の改良をした程度でありSBKやEWCなど世界選手権では苦戦を強いていた。
車両の電子制御に関する技術はSC59と比較すると多数搭載されており、パワーセレクターとしてHSTC(ホンダ セレクタブル トルク コントロール)によるエンジン出力の調整だけでなくトルクやエンジンブレーキの制御機能を組み合わせて走行できるようになり、ABSや走行中の姿勢を判断するIMUも装備され、SP/SP2にはオーリンズ製のSmart ECシステムによるサスペンションの電子制御も追加されている(フロント:φ43mm倒立フォーク NIX30 EC/リア:TTX36 EC)。さらにSPの搭載バッテリーには軽量化を考慮してホンダの量産オートバイとして初めてリチウムイオンバッテリーが搭載され、STD仕様にも新車発注時にオプションで搭載可能となっている。なおSTD・SP・SP2仕様とも灯火類は全てLEDとなり、メーターもフルカラーの液晶モニター式となった。
CBR1000RR SP/SP2には、公道用量産車として世界初のチタン製フューエルタンクを採用。SC59に採用している鋼板製と比較し約1,300gの軽量化を実現している。SPのフロントブレーキには、ブレンボ製のモノブロックラジアルマウント式の対向ピストン4ポッドキャリパーを装備(STDは従来モデルと同じトキコ製)。リアブレーキはSP・STD共通の従来と同じNISSIN製上引き式片押し1ピストンキャリパーの採用となっている。
2017年6月5日よりCBR1000RR SP2も日本国内仕様が限定発売された。SPと比較し吸排気バルブ径を拡大するとともに、燃焼室形状の最適化のためピストンヘッド形状を変更。さらにウォータージャケットの配置変更など、シリンダーヘッドをSP2専用とし、SPに対しエンジン単体で約400gの軽量化を達成。
前後ホイールがマルケジーニ製アルミ鍛造7本スポークホイールをSP2専用として共同開発したものに換装された。最高峰のレースで実績を持つ同社のM7Rのデザインを継承し、耐久性と信頼性を備えている。SP純正ホイールと比較し約384gの軽量化と、ホイール単体でフロント-18%、リア-9%の慣性モーメント低減を達成。なお2017年モデルについては全世界500台限定、日本国内はそのうち35台限定発売となり、注文数オーバーの場合は抽選とされた。日本国内では1089名の申し込みがあり、約30倍の倍率となった。

### 6代目 CBR1000RR-R(SC82)
2019年11月5日、イタリア・ミラノで開催された「EICMA2019」の中でフルモデルチェンジが発表された。車名も「CBR1000RR-R FIREBLADE」となり、Rが一つ増やされた。また国内仕様にもFIREBLADEのペットネームが付与された。読みは「シービーアールせんアールアールアール ファイアブレード」。
開発者によれば、従来の本シリーズがワインディング(公道)をターゲットとしてきたのに対し、本車はサーキットを主なターゲットとしている。　　　　　　　　　　　　　　　　　　　　このため開発コンセプトを「“TOTAL CONTROL”」から「“TOTAL CONTROL” for the Track」とした。
エンジンのボア・ストロークをロードレース世界選手権(MotoGP)用マシンであるホンダ・RC213Vと同一としたほか、その他の部品についてもかなりの部分をRC213Vと同一サイズとしているが、これはMotoGPのノウハウをそのまま本車に取り込めるようにするためとされている。その結果、かつてのホンダMotoGP用マシンである「RC211Vよりもパワーが出ている」という。また可変バルブタイミング機構(HYPER VTEC)については「今回は出力とエミッションを両立できたので、あえて採用していない」が、今後必要になることを想定したうえで「いつでも搭載出来るように準備はしてある」とのこと。チタン鍛造コンロッドを採用。高速域の信頼性向上を追求し、コンロッド小端のブッシュはベリリウム銅を用いている。大端スラスト部にはDLCコーティングを施すことで更なるエンジン高回転化に対応している。鍛造ピストンは、軽量かつ強度と耐久性を確保するため素材にはA2618材を採用。ピストンスカート部にオーベルコートコーティングの実施。ピストンピンのクリップ溝にはニッケル-リンのメッキを施すことで耐摩耗性を向上させ、高回転化の実現を図っている。ロッカーアームはフィンガーフォロワー式を採用。バルブ系の慣性重量を直打式バルブ駆動に比べ低減させている。またロッカーアームおよびカムシャフトの表面にはDLCコーティングを施すことで摺動面の摩擦抵抗を低減させ、エンジンの高回転化に対応している。カム駆動は軽量化と高回転化を図るセミカムギアトレーンシステムの採用。クランクシャフトに同軸配置したタイミングギアからカムアイドルギアを介してカムチェーンを駆動することでカムチェーン長を短縮し、耐久性を確保しながら高回転・高カムリフトを実現する。熱によるシリンダーボア各部の温度差による歪み抑制を目的に、フリクション低減に寄与するHonda独自のビルトインボトムバイパス(冷却水経路)の採用。エンジンまわりの冷却水用ホース類を減らし、シリンダー各部の温度均一化を追求している。空力面では加速時のウィリーを抑え込むために新たにウィングレットを採用し、先代のSC77に比べ「フル加速時では0.6秒速い」という。また純正のチタン製エキゾーストシステムはアクラポビッチ(Akrapovič)社と共同開発されたものが搭載され、排気デバイスも採用されている。
HESD(Hondaエレクトロニックステアリングダンパー)も先代モデルから引き続き採用している。またこれに関しては車輪速センサー信号および6軸IMUからの車体姿勢情報に基づき、減衰特性を電子制御するショーワ(日立Astemo株式会社)製のロッド式ステアリングダンパーを装備。減衰特性レベルは3段階で選択が可能。サーキット走行時のステアリング操作に対する素早い応答性と耐キックバック性能をはじめ、幅広いシーンにおけるハンドリングの安定性を追求している。
キーを携帯した状態でのイグニションON/OFF操作、ハンドルロックを可能としたHonda SMART Keyシステムを採用。
2022年2月25日、一部改良が行われ、変更内容として
- 中速域の加速性能向上を図るため吸気ポートおよびエキゾーストパイプ集合部の形状とドリブンスプロケット丁数を変更
- スロットル操作時の応答性を向上させるためエアクリーナーボックス形状やスロットルバイワイヤのリターンスプリング荷重を変更
- 制御介入時のスロットルの操作性を向上させるため「HONDA セレクタブル トルク コントロール(HSTC)」の制御プログラムを変更

等を行った。
2023年11月7日、イタリア・ミラノで開催された「EICMA2023」の中でビッグマイナーチェンジが発表された。
2024年モデルのCBR1000RR FIREBLADEのSTDとSPは、エンジンとギアボックス各部の熟成改良により、中速域の性能を大幅に向上させ、スロットルレスポンスを改善することで、さらなる進化を遂げた。
2024年モデルCBR1000RR-R FIREBLADEの113Nmのトルクと160kWの出力は、HRCレースベース車を使用しているSBKやEWCのマシンから技術がフィードバックされたことで、トップエンドのパワーと同時にコーナー出口での加速を生み出すために、より低いギア比となりプライマリドライブが大幅に変更され、2024年モデルではピストン頭部の形状を変更。圧縮比を従来モデルの13.4から13.6へと向上させた。クランクケースやクランクシャフト及びコンロッドを新設計し、エンジン単体で720gもの軽量化を実現するとともにクランクシャフトにおいてはジャーナル径・ピン径の変更によりフリクションおよび慣性マスを低減してスロットルレスポンスを向上させた。さらに新しい形状のウイングレットを備えたミドルカウリングのデザインとなり、さらに軽量でしなやかなフレームを採用した。
ホンダの2輪車として初の2モーター駆動制御のスロットル・バイ・ワイヤの採用により、ハーフ・スロットル時の制御が向上し、エンジンブレーキの増幅も可能になった。クランクケース・クランクシャフト・コンロッドの軽量化をはじめバルブタイミングの変更や圧縮比の向上により、2024年モデルは、すべての燃焼サイクルにおいてより2023年モデルより更に高いパフォーマンスを引き出すことが可能となった。また標準装備のアクラポビッチ(AKRAPOVIČ)社製チタンマフラーにも改良を加え、排気音量が5dB低減した。
SPモデルはSTDモデルからの変更として
- フロントフォークにオーリンズ(ÖHLINS)製第3世代加圧ダンピングシステムを採用した電子制御のφ43 NPX Smart-EC 3.0(Spool valve)を搭載
- リアサスペンションにÖHLINS TTX36 Smart-EC 3.0(Spool valve)電子制御サスペンションを採用
- さらに第3世代ÖHLINS Smart ECシステムに適合したÖHLINS Object Based Tuning interface(OBTi)の採用でよりきめ細かなセッティングを可能にした
- インストルメントパネルを介して、ライダーが自身の車両をセットアップするために開発された「デジタル・スプリング・プリロード・ガイド」にライダーの体重を入力することで、体重に応じた前後サスペンションの推奨プリロード値を表示する機能を追加
- フロントブレーキにはブレンボ(Brembo)製STYLEMA R ラジアルマウントブレーキキャリパーの採用
- リアはRC213V-S同様のBrembo製キャリパーとし、路面追従性と高いコントロール性を追求している
- クイックシフターを標準搭載
- 軽量コンパクトなリチウムイオンバッテリーを採用

STDモデルに関しては
- フロントフォークにショーワ(日立Astemo株式会社)製のBPF(ビッグ・ピストン・フロントフォーク)の採用
- リアサスペンションにはショーワ(日立Astemo株式会社)製バランスフリーリアクッションBFRC-liteを採用
- フロントブレーキにはNISSIN(日立Astemo株式会社)製対向4ポッドラジアルマウントキャリパーを採用し、サーキット走行に求められる制動力とコントロール性を追求
- リアブレーキはディスク、キャリパーともSPモデルと同一のものを装備

24年モデルはコンセプトの「“TOTAL CONTROL” for the Track」をさらに進化させた“BORN TO RACE”もサブタイトルとして設定。
また、このビッグマイナーチェンジモデルをベースにしたレースベース車が2024年2月より全国のHRCサービスショップにて発売することが2023年12月18日に発表されている。

## 仕様国による違い
販売対象国によって細部に違いはあるものの、大別して欧州仕様{ED(European Direct Sales)・EU仕様}、北米仕様(豪州も含む)、日本仕様の3つに別けることができる。日本仕様と比べて、SC77以前から欧州仕様と北米仕様はFirebladeのペットネームを持ち、カラーパターンが異なり、車体番号の代わりに車両識別番号(VIN)が打刻されるなどの違いがある。
欧州仕様
- ヘッドライト消灯スイッチの装備(EU仕様は非装備)
- キャタライザを装備
- 車体番号の頭が欧州と北米はJH2SC57ｰ•••••
- 国内仕様のカタログには掲載されていないカラーリングのラインナップ

北米仕様
- ウインカーの大型化および前後サイドリフレクターの装備
- スピード・走行距離メーターがマイル表記
- 盗難抑止装置のH.I.S.S.の非装備(豪州仕様は装備されている)
- ヘッドライト消灯スイッチ装備
- 国内仕様のカタログには掲載されていないカラーリングがラインナップ
- キャタライザの非装備により[注釈 3]正式に公表はされていないが、キャタライザ非装備により出力は欧州仕様より約6PSほど増加、重量は約2kgほど軽量化されていると言われる[要出典]

日本仕様
- 名称を「CBR1000RR」「CBR1000RR-R FIREBLADE」、車体番号「BC-SC57」「EBL-SC59」「2BL-SC77」「8BL-SC82」として販売
- 車体番号の頭が国内仕様はSC57ｰ•••••
- 年式によりレギュラーガソリン仕様とハイオク仕様がある(2004年 - 2007年モデルに関してはレギュラーガソリン対応、2008年モデル以降がハイオクガソリンのみ対応)
- 日本国内環境規制に対応するため、吸排気口の絞込み、ECUの設定変更などで最大出力および最大トルクを調整(SC59まで)
- SC77の2017年モデルまで180km/hで速度リミッターが作動するが、2018年以降は速度リミッターは搭載無し
- リアスプロケットの丁数変更
- ドライブチェーンに防音材を追加し加えてエンジン周辺にゴム板や樹脂などの防音材を配し、騒音規制に配慮した(SC59まで)
- ヘッドライトの常時点灯
- ハザードランプスイッチの装備(2005年モデル以降から)
- 2年間のメーカー保証があり、全国のホンダ系販売店で車検証を見せないで部品注文が可能(逆輸入車である場合は車検証を見せる必要ある)
- 車両のステッカーとマニュアルが日本語表記

レースベース車
日本においてはHRCからHRCサービスショップ経由で台数限定で発売されており、欧州仕様をベースにレース走行に不要な保安部品を取り外され、エンジンやECUなどがレース用の設定に変更された仕様で、日本の自動車検査登録制度においては登録することができないため、公道走行はできない。

## リコール
- 2004年4月7日から5月8日に生産されたモデルにおいて、実測とスピードメーター上の表示速度誤差によりリコールが行われている[45]。
- 2004年4月7日から2006年1月16日までに生産されたモデルにおいて、ジェネレーターに不具合があるとしてサービスキャンペーンとして無償交換が行われている[46]。
- 2006年2月10日から2007年10月25日に生産されたモデルにおいて、燃料タンクのエアベントパイプの構造が不適切なため、リコールが行われている[47]。

## 画像

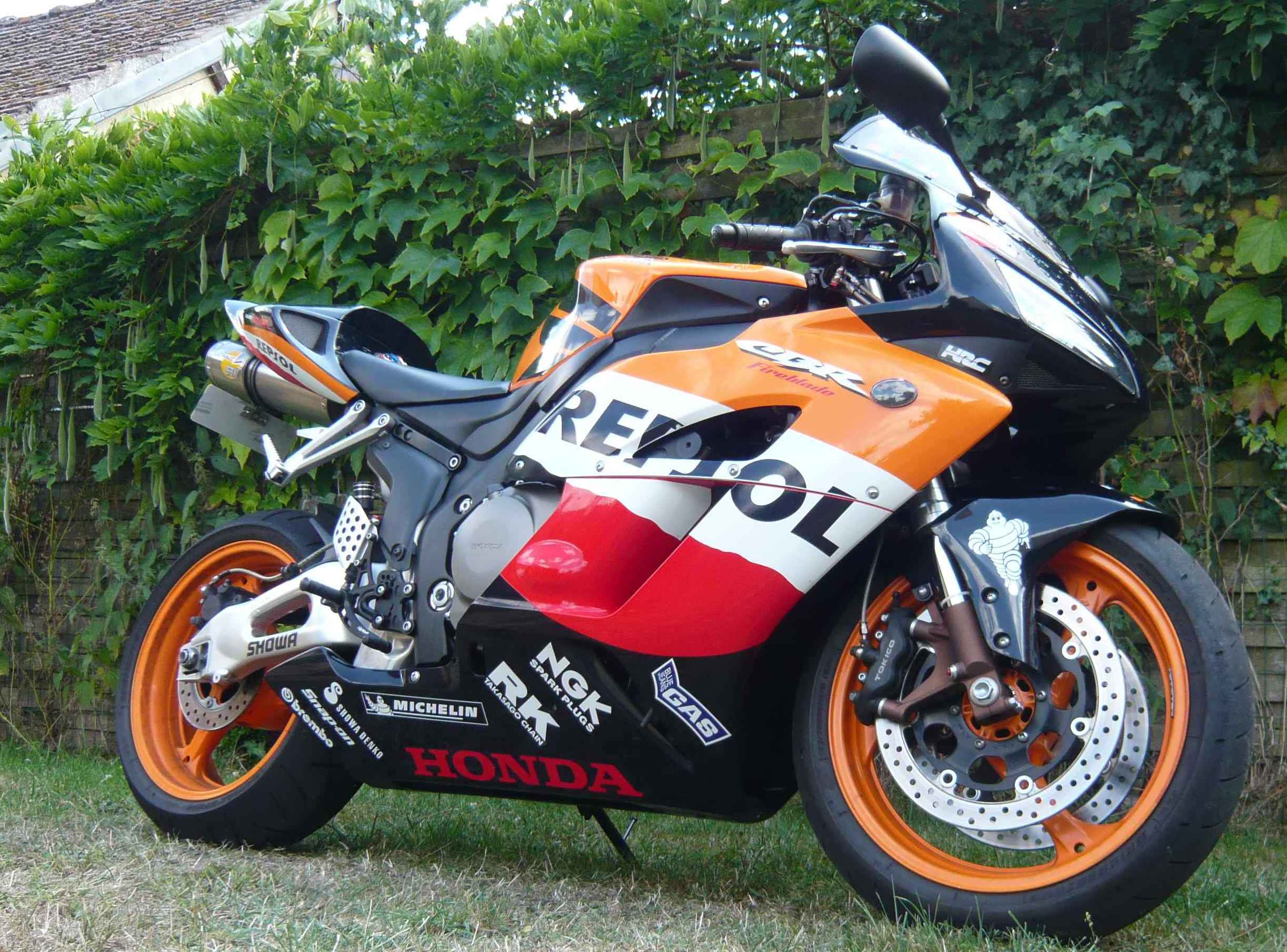
SC57レプソルカラー
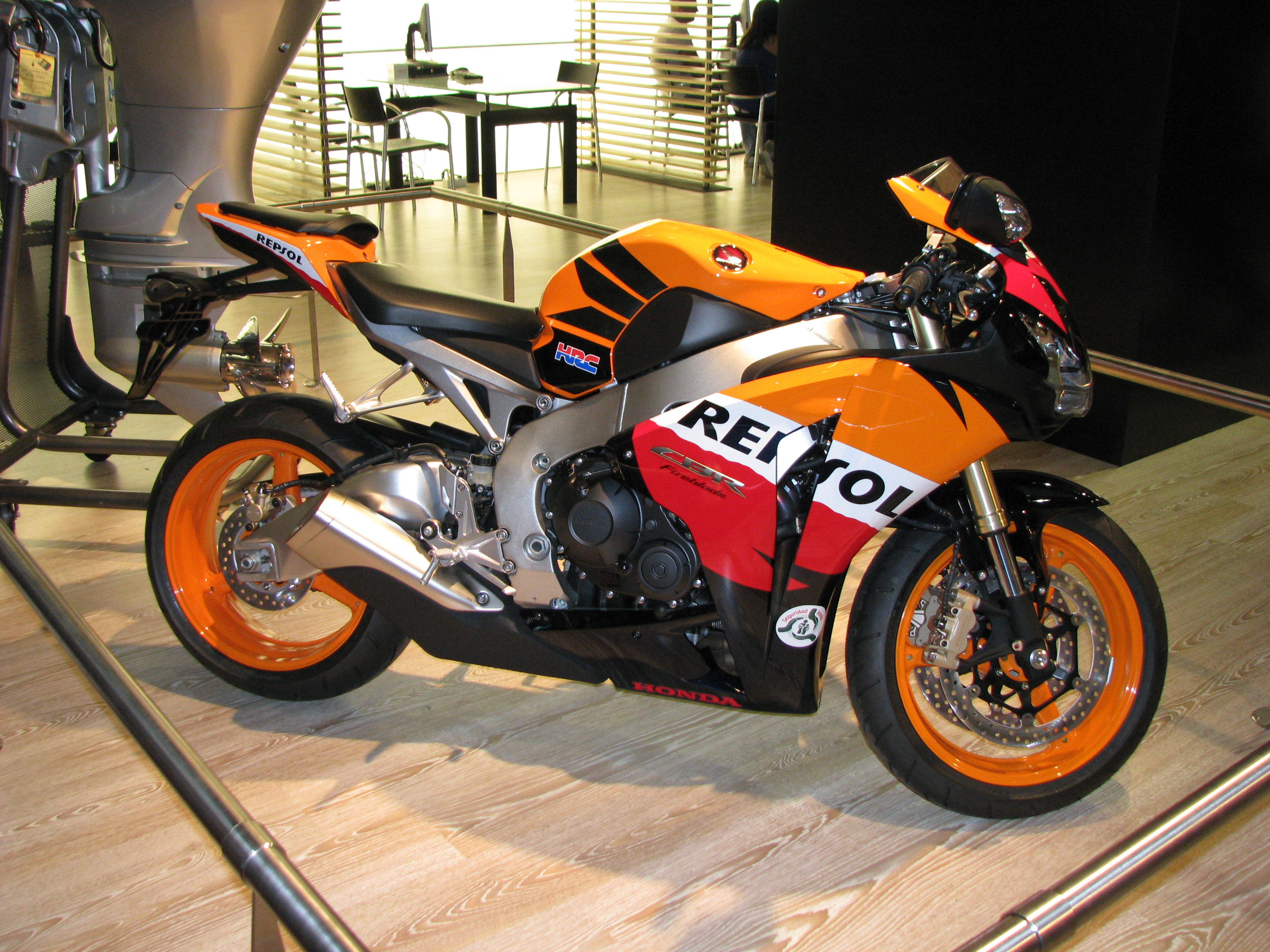
2008年、SC59レプソルカラー